# Evarcha kochi
Evarcha kochi är en spindelart som beskrevs av Simon 1902. Evarcha kochi ingår i släktet Evarcha och familjen hoppspindlar. Inga underarter finns listade i Catalogue of Life.